# Jezero Sabljaki
Jezero Sabljaki är en sjö i Kroatien.   Den ligger i länet Karlovacs län, i den centrala delen av landet, 90 km sydväst om huvudstaden Zagreb. Jezero Sabljaki ligger 318 meter över havet. Arean är 1,4 kvadratkilometer. I omgivningarna runt Jezero Sabljaki växer i huvudsak lövfällande lövskog. Den sträcker sig 3,8 kilometer i nord-sydlig riktning, och 1,0 kilometer i öst-västlig riktning.